# Koreai cirbolya
A koreai cirbolya vagy koreai fenyő (Pinus koraiensis) a fenyőfélék családjába tartozó faj. Északkelet-Ázsia, Korea Japán területén honos, folyóvölgyekben, lankás hegyoldalakon él. Koreai selyemfenyőnek is hívják.

## Leírása
Terebélyes, kúpos 35 méter magasra megnövő örökzöld fenyő.
Kérge sötétszürke, vastag, pikkelyes.
A levelei tűlevelek, keskenyek, 12 cm hosszúak. Külső felszínük fénylő zöld, a belső hamvas. öttűs csoportokban állnak a tömött hajtásokon.
A fiatal hajtásokon a vöröses porzós virágzatok felpattanva sárgák és a piros termős tobozok a nyár elején nyílnak. A toboz kúpos, 12 cm hosszú, vörösbarna.

## Képek

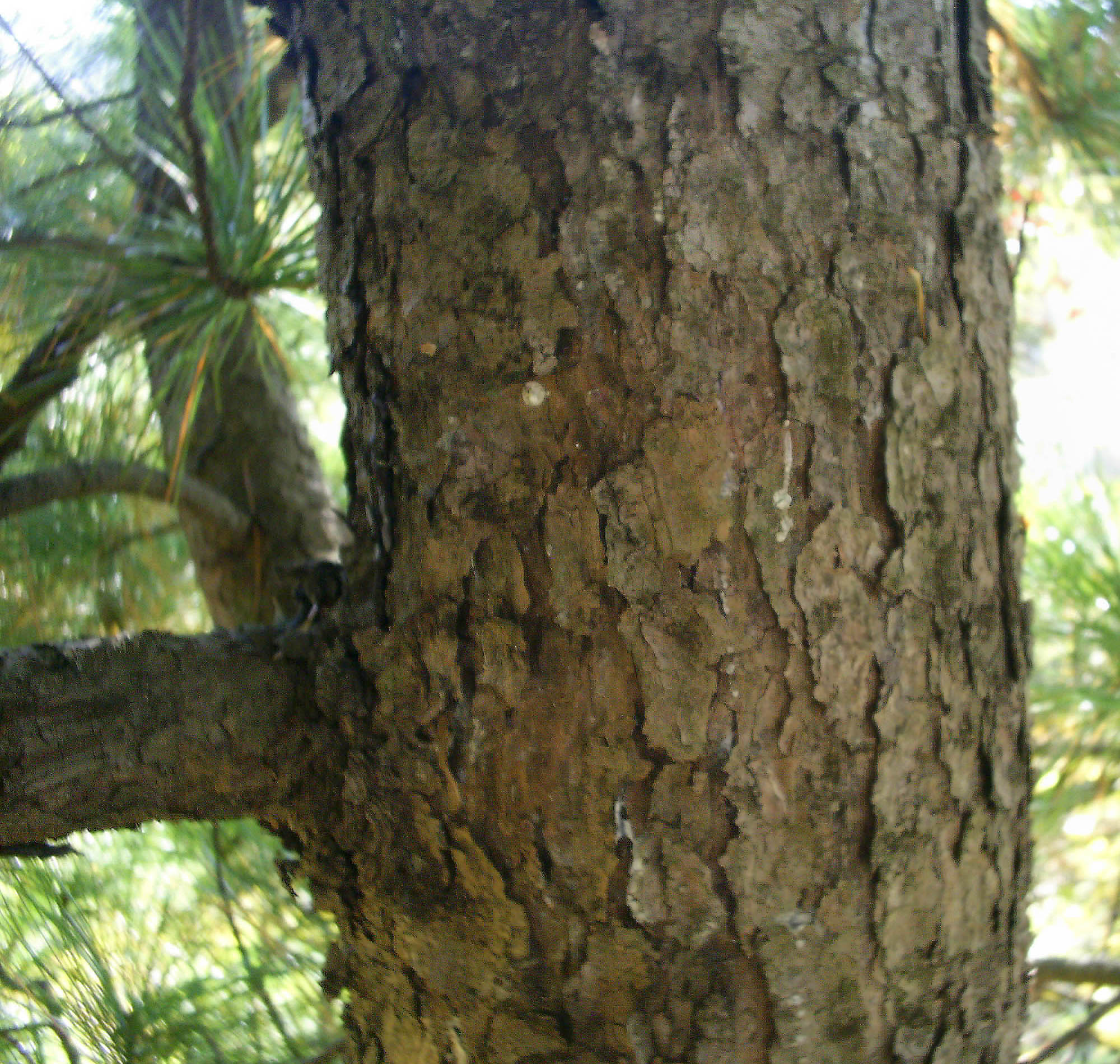
kérge
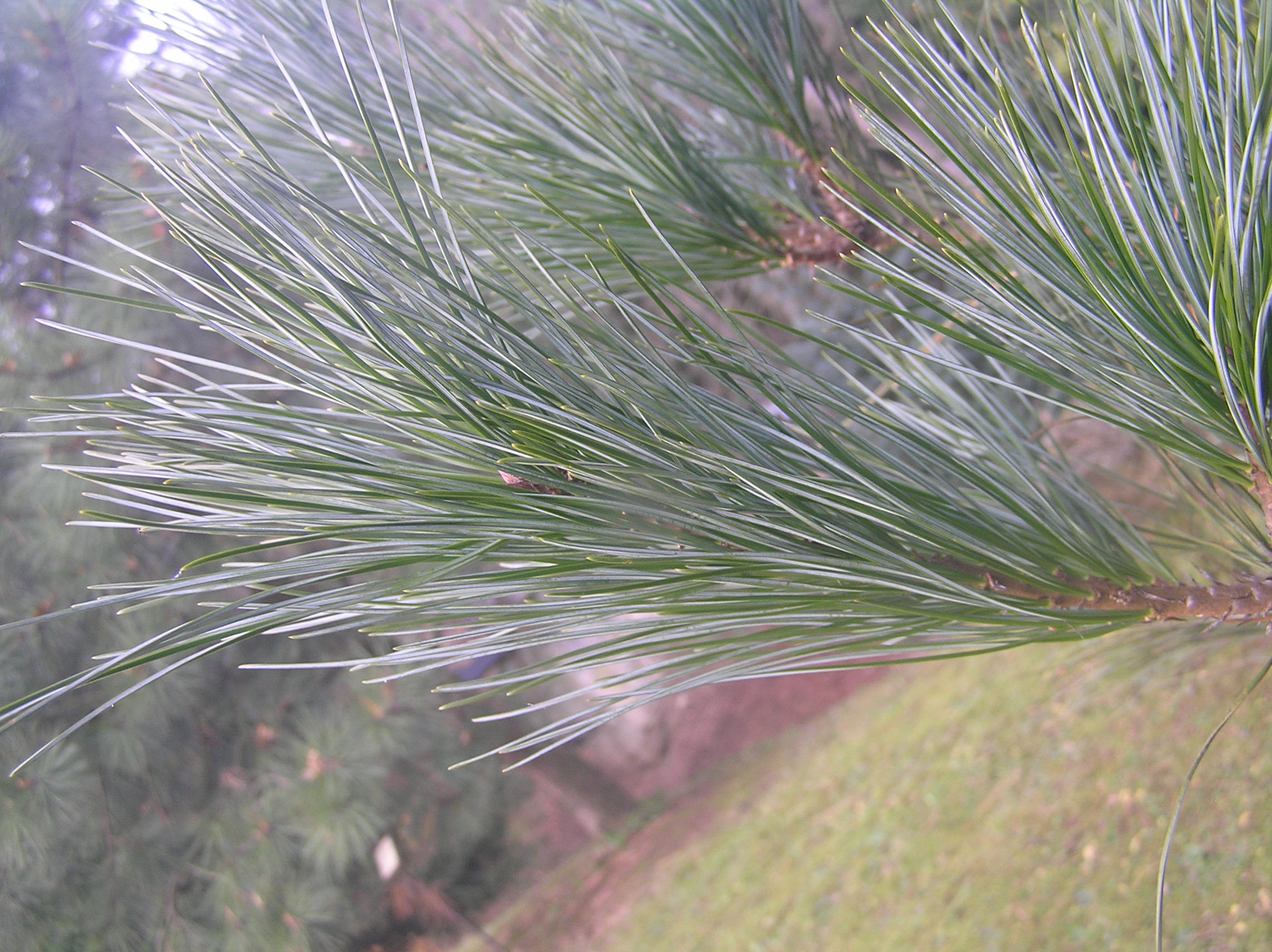
levele
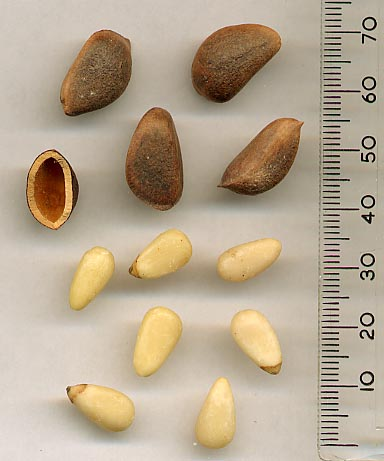
magjai